# Shuangmiaosaurus
Shuangmiaosaurus là một chi khủng long, được You Ji Q. Li J. L. & Li Y. X. mô tả khoa học năm 2003.